# Tenzin Dhargye
Tenzin Dhargye (tibetisch བསྟན་འཛིན་དར་རྒྱས། Wylie bstan 'dzin dar rgyas; * 1968 in Leh) ist ein tibetischer Gelehrter der Buddhistischen Wissenschaft, Philosophie und Religion. Er ist derzeit Direktor des Tibetzentrums in Knappenberg, Kärnten und spiritueller Leiter des tibetisch-buddhistischen Zentrums Tibet Dharma Center (TDC).

## Ausbildung
Tenzin Dhargye trat im Alter von neun Jahren in die tibetische Klosteruniversität Sera Mey in Südindien ein. Sein wichtigster Lehrer war der vormalige Youngzin Ling Rinpoche, der 97. in der Thronfolge der Gelugpa-Tradition und Hauptlehrer des 14. Dalai Lama. Tenzin Dhargye beendete seine Ausbildung und das 18-jährige Studium der buddhistischen Wissenschaft, Philosophie und Religion im Jahr 1995 mit dem Titel Lharampa-Geshe. 1986 wurde er gebeten, an der Kloster-Universität als Lehrer tätig zu sein. 1995 trat er der Gyudmey Tantric Monastery bei und beendete dort seinen zweiten akademischen Grad, das „Ngarampa“-Studium (tantrische Studien). Von 1995 bis 1996 unterrichtete er auch dort.

## Tätigkeit und Funktionen
Tenzin Dhargye gilt heute als bedeutender Lehrer des tibetischen Buddhismus und wird als Experte für buddhistische Wissenschaft und Philosophie des Inneren gesehen.
Seit 1996 lehrt er auch in der westlichen Welt zu Themen der buddhistischen Wissenschaft, Philosophie und Religion. 1997 bis 2000 war er auf Wunsch des Dalai Lama als Lehrer für die Tibetische Exilgemeinschaft tätig und erteilte Unterricht in Buddhismus. In den Jahren 1999 und 2000 war Geshe Tenzin Dhargye außerdem Gastdozent an der Universität von Virginia, USA, wo er mit Jeffrey Hopkins zusammenarbeitete. 2000 bis 2002 war er in Österreich als spiritueller Direktor für die Vorbereitung des Kalachakra-Events (mit über 10.000 Teilnehmern aus 70 Ländern) in Graz tätig.
2003 gründete er das Tibetisch-Buddhistische Zentrum Thekchen Dho-ngag Choeling (TDC). 2005 wurde er vom Dalai Lama beauftragt, die Leitung des Tibetzentrums in Hüttenberg, Kärnten, zu übernehmen und ließ sich dort nieder. Seit der Gründung dieses Bildungsinstituts im Oktober 2008 ist er dort Direktor und geschäftsführender Gesellschafter.
In dem 2003 erschienenen Dokumentarfilm Rad der Zeit von Werner Herzog wird er mit weiteren Vertretern des Buddhismus porträtiert.